# Топорок (Новгородская область)
Топоро́к — посёлок в Окуловском муниципальном районе Новгородской области, относится к Котовскому сельскому поселению.

## География
Посёлок Топорок расположен у места впадения реки Перетны в реку Мсту, на левом берегу Мсты.
Расстояние до города Окуловка — 17 км на юго-запад или 20 км по автомобильным дорогам. Центр сельского поселения — посёлок Котово — расположен в 6 км к югу.

## История
Первое упоминание о Топорке соотносят с упоминанием Топорково в 1495 году в писцовых книгах Деревской пятины. С 1823 года здесь было имение известной дворянской фамилии Квашниных-Самариных.
В книге «Обзор помещичьих усадьб Новгородской губернии» 1916 года имение описывалось так:

Топорокъ — имѣніе находится въ Крестецкомъ уѣздѣ, Заозерской волости, въ погостѣ Перетенскомъ и принадлежтъ Предсѣдателю Государственной Думы Михаилу Владиміровичу Родзянкѣ, которому перешло отъ матери, кавалерственной дамы Екатерины Владиміровны Родзянко, рождённой Квашниной-Самариной (р. 1793 ÷ 1877 г.); къ ней-же послѣдовательно перешло отъ Владиміра Ивановича, Ивана Андреевича и Андрея Никитича Квашниныхъ-Самариныхъ.
Домъ, в первоначальномъ его корпусѣ построенъ въ 1827 г., деревянный, къ которому въ 1890 годахъ сдѣланы многочисленныя пристройки, одноэтажный, въ 14 комнатъ.

Официальной датой возникновения посёлка часто принято считать 1893 год, когда Михаил Владимирович Родзянко — председатель 3-й и 4-й Государственной Думы в Российской Империи, организовал здесь лесопильный и деревообрабатывающий завод «Топорок».
В посёлке Топорок расположен железнодорожный мост через Мсту и станция ж/д линии Окуловка—Неболчи, проложенной здесь в 1924—1926 годах для обслуживания шахт в рабочих посёлках Комарово и Зарубино. В 1970 году в посёлке Топорок был организован лечебно-трудовой профилакторий, ныне преобразованный в исправительно-трудовую колонию «Учреждение ОЯ-22/6».
Топорок был центром Топорковского сельсовета. В 2005 вошёл в состав Котовского сельского поселения.

## Население
| 2010 |
| ---- |
| 630  |

Численность постоянного населения посёлка — 766 человек.

## Транспорт
Ж/д станция Топорок. Дороги в Теребляны 2-е и в Окуловку через Кулотино.

## Экономика
- ФГУ КП-6 УФСИН России по Новгородской области (металлообработка, деревообработка, швейное производство, пищевое производство).
- Цех № 5 (филиал) петербургского предприятия ООИ «Ладога» (российского общества инвалидов), изготавливает стулья, численность работающих около 200 чел[4]

## Пенитенциарное учреждение
В посёлке работает колония-поселение для лиц, совершивших преступления по неосторожности № 6 УФСИН России по Новгородской области.
Существование колонии-поселения началось с лечебно-трудового профилактория № 1 ОИТУ УВД Новгородского облисполкома. Решение о строительстве было принято в 1970 году. По кооперации с заводом «Красный Октябрь» уже к осени 1973 года был построен цех металлообработки, заработало собственное производство, которое изначально выпускало запчасти для мопедов и детские игрушки. Позже заработал участок по кооперации с заводом «Волна», на производстве выпускали платы для телевизоров: узел накаливания, ламповую панель. В 1994 году на базе ЛТП разместили исправительно-трудовую колонию-поселение № 6. Здесь налажена деревообработка и производство продукции из древесины, имеется подсобное хозяйство, теплицы.